# Sandi Čebular
Sandi Čebular (Celje, Eslovenia, 24 de junio de 1986) es un jugador de baloncesto internacional esloveno. Juega de escolta y su actual equipo es el Cafés Candelas Breogan.

## Carrera deportiva
Sandi Čebular es una escolta internacional formado en el KK Šentjur, club en el formaría parte en varias etapas y más tarde, formaría parte de la plantilla del KK Union Olimpija y de varios club en su país natal.
El jugador es un viejo conocido de la afición española ya que jugó en España en las filas del Rosalía de Santiago y del Peñas Huesca.
En febrero de 2018, firma con el Cafés Candelas Breogan para reforzar la plantilla de la temporada 2017-18 en Liga LEB Oro, procedente del equipo iraní Mahram del que se había desvinculado recientemente.